# Мозаика «Вертушка»
Мозаика «вертушка» — это непериодичная мозаика, разработанная Чарлзом Радиным и основанная на построении Джона Конвея.
Мозаика была первой непериодичной мозаикой, в которой плитки находятся в бесконечном числе различных ориентаций.

## Замощение Конвея

Деление треугольника на подобные ему треугольники меньшего размера

Пусть {\displaystyle T} — прямоугольный треугольник со сторонами {\displaystyle 1}, {\displaystyle 2} и {\displaystyle {\sqrt {5}}}.
Конвей заметил, что {\displaystyle T} можно разделить на пять равных ему копий после растяжения на множитель {\displaystyle {\sqrt {5}}}.

Увеличивающаяся последовательность треугольников, которая определяет мозаику Конвея на плоскости.

При правильном масштабировании и переносе/вращении эта операция может быть повторена для получения бесконечно возрастающей последовательности увеличивающихся треугольников, состоящих из копий {\displaystyle T}.
Объединение всех этих треугольников даёт мозаику всей плоскости одинаковыми копиями {\displaystyle T}.
В этой мозаике копии {\displaystyle T} ориентированы в бесконечном числе разных направлений (это следствие того, что углы {\displaystyle \arctan(1/2)} и {\displaystyle \arctan(2)} треугольника {\displaystyle T} не соизмеримы с {\displaystyle \pi }).
Несмотря на это, все вершины треугольников имеют рациональные координаты.

## Мозаика «Вертушка»

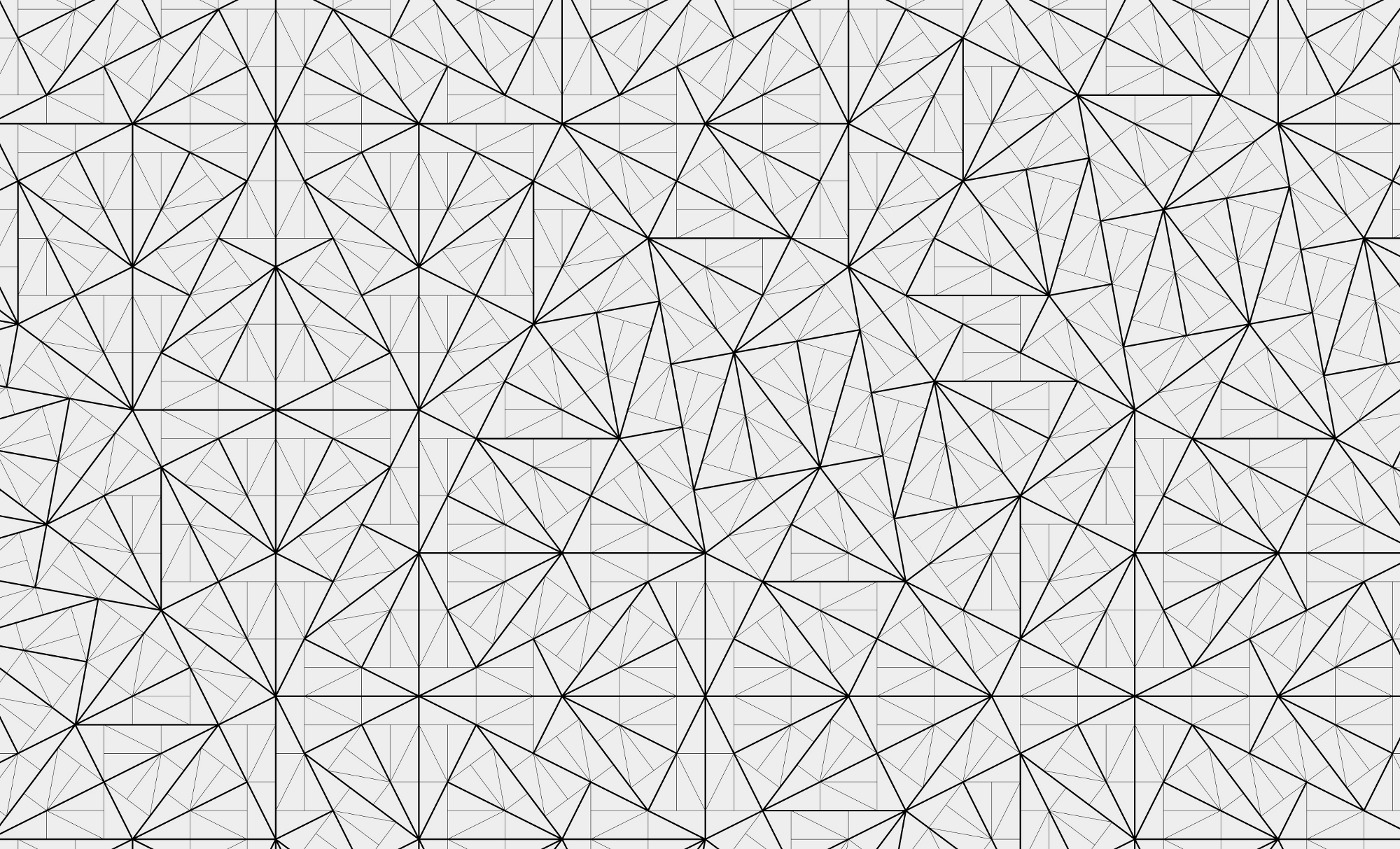
Мозаика «вертушка» — плитки можно сгруппировать по пять (жирные линии) и получить новую мозаику «вертушка» (с точностью до масштабирования)

Радин, опираясь на вышеприведённую конструкцию Конвея, предложил мозаику «вертушка».
Формально, мозаика «вертушка» — это мозаика, плитки которой являются равновеликими копиями треугольника {\displaystyle T} и плитка может пересекаться с другой плиткой только по полной стороне, либо по половине стороны с длиной {\displaystyle 2}, при этом должно выполняться следующее свойство.
Если дана «вертушка» {\displaystyle P}, существует «вертушка» {\displaystyle P'}, которая, если разделить все плитки на пять частей согласно построению Конвея, а затем расширить на коэффициент {\displaystyle {\sqrt {5}}}, будет совпадать с {\displaystyle P}.
Другими словами, плитки мозаики можно группировать по пять штук с получением (геометрически) подобных плиток таким образом, что эти увеличенные плитки образуют (с точностью до масштабирования) новую мозаику «вертушка».
Мозаика, сконструированная Конвеем, является «вертушкой», но существует несчётно много других «вертушек».
Все эти мозаики локально неразличимы (т. е. они имеют одинаковые конечные области).
У всех их сохраняется общее с мозаикой Конвея свойство, что плитки имеют бесконечное множество различных ориентаций (а вершины имеют рациональные координаты).
Главный результат, доказанный Радиным, заключается в том, что существует конечное (хотя и очень большое) множество так называемых протоплиток, которые получаются путём раскрашивания сторон {\displaystyle T}. Тогда мозаики «вертушка»  — это в точности те мозаики, которые получаются из (равновеликих) копий этих протоплиток с условием, что плитки соприкасаются только по одинаковым цветам .

## Обобщения
Радин и Конвей предложили трёхмерный аналог, который дублировал куполообразную мозаику .

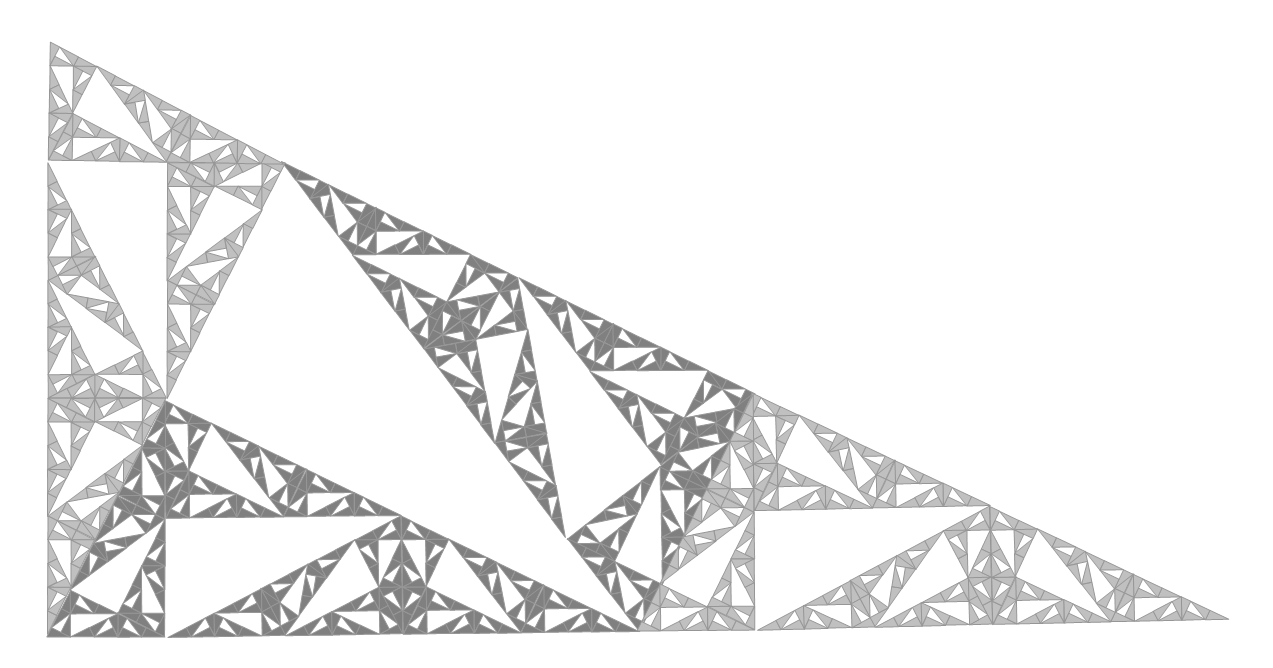
Фрактал «Вертушка»

Можно получить фрактал, если последовательно делить {\displaystyle T} на пять одинаковых треугольников согласно построению Конвея и отбрасывать средний треугольник (до бесконечности). Этот фрактал «вертушка»  имеет размерность Хаусдорфа {\displaystyle d={\frac {\ln 4}{\ln {\sqrt {5}}}}\approx 1.7227}.

## Использование в архитектуре

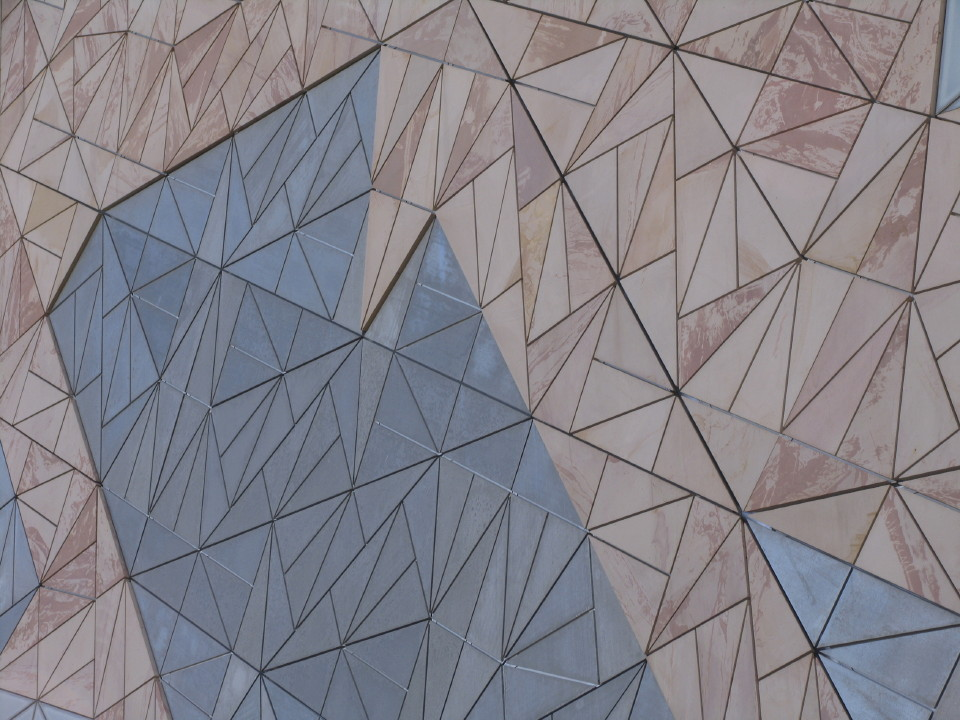
Фасад здания из песчаника на площади Федерации (Мельбурн)

Комплекс зданий на  площади Федерации в Австралии использует мозаику «вертушка». В проекте мозаика использовалась для создания структурных рам фасада, позволявших изготавливать их на фабрике, а затем собирать на месте. Мозаика базируется на треугольных элементах, сделанных из цинка, перфорированного цинка, песчаника и стекла, которые соединены с 4 другими частями на алюминиевой раме для образования «панели». Пять панелей крепились на гальванизированном стальном каркасе, образуя «мегапанель», которая затем уже поднималась и устанавливалась на несущую раму фасада. Вращательное положение плиток даёт фасаду более случайный вид, хотя весь процесс сборки основан на заранее подготовленных плитках одного размера. Та же мозаика «вертушка» используется при строительстве «Атриума» на площади Федерации, хотя в этом случае мозаика была сделана «3-мерной» для образования структуры главного входа.